# La sombra de una duda
La sombra de una duda (Shadow of a Doubt) es una película estadounidense de 1943, un thriller psicológico y cine negro dirigida por Alfred Hitchcock. Los personajes principales son encarnados por Teresa Wright, Joseph Cotten y Macdonald Carey. Desde su estreno recibió muy buenas críticas y en la actualidad se la considera como un clásico y como uno de los mejores títulos de la época estadounidense de Hitchcock. El guion fue escrito por Gordon McDonell, Thornton Wilder, Sally Benson y Alma Reville.  
El proyecto comenzó cuando la jefa del departamento de narrativa de David Selznick, Margaret McDonell, le dijo a Hitchcock que su esposo Gordon tenía una idea interesante para una novela que ella pensó que sería una buena película. Su idea, llamada "Tío Charlie", se basó en la historia real de Earle Nelson, un asesino en serie de finales de la década de 1920 conocido como "el hombre gorila". La sombra de una duda fue escrita por Thornton Wilder, guionista que acostumbraba a trabajar con Alfred Hitchcock desde la llegada de este de Inglaterra. Curiosamente Wilder dejó el guion sin terminar porque se fue al ejército y el director hubo de terminarlo contratando a Sally Benson y Alma Reville, su esposa. El propio Hitchcock al igual que en el resto de sus películas, puso su impronta en el guion.  
La película fue nominada a un Premio de la Academia a la Mejor Historia por Gordon McDonell. En 1991, la película fue seleccionada para su conservación en el Registro Nacional de Películas de los Estados Unidospor la Biblioteca del Congreso , considerándose "cultural, histórica o estéticamente significativa". Hitchcock también declaró que La sombra de una duda, es su película favorita de todas las que realizó.

## Argumento
Charles Oakley vive solo en una pensión. Un día, su casera le dice que dos hombres vinieron a buscarlo; ve a los dos hombres esperando en la calle frente a su habitación y decide irse de la ciudad.
Charlotte (Charlie) Newton es una adolescente aburrida que vive en el idílico pueblo de Santa Rosa (California). Recibe maravillosas noticias: el hermano menor de su madre (su epónimo), Charles Oakley, llega de visita. Su tío llega y al principio todos están encantados con su visita, especialmente la joven Charlie. El tío Charlie trae regalos a todos. Le da a su sobrina un anillo de esmeraldas que tiene grabadas las iniciales de otra persona. El padre de Charlie, Joseph Newton, trabaja en un banco y el tío Charlie le dice que quiere abrir una cuenta y depositar 40.000 dólares (0,6 millones de dólares hoy) en su banco.

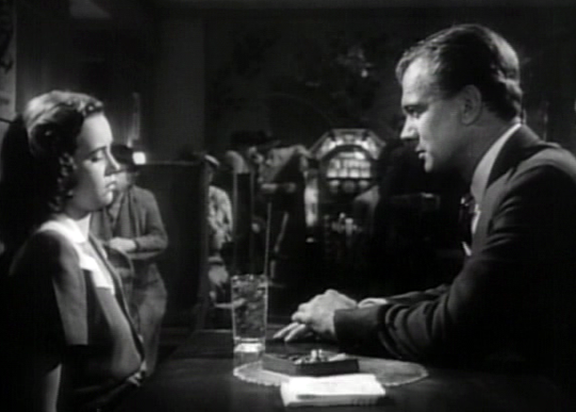
El tío Charlie (Joseph Cotten) se enfrenta a su sobrina (Teresa Wright) en un bar de mala muerte por lo que sabe.

Dos hombres aparecen en la casa de los Newton haciéndose pasar por entrevistadores que trabajan en una encuesta nacional. El tío Charlie está molesto y reprende a su hermana por abrir su casa a extraños. Uno de los hombres toma una foto del tío Charlie, quien exige el rollo de película, porque "nadie toma mi fotografía". El entrevistador más joven, Jack Graham, invita a la joven Charlie a salir, y ella adivina que en realidad es un detective. Le explica que su tío es uno de los dos sospechosos que pueden ser el "Asesino de la Viuda Feliz". Charlie se niega a creerlo al principio, pero luego observa al tío Charlie actuando de manera extraña, principalmente con un recorte de noticias del periódico de su padre que describe un asesinato. Las iniciales grabadas en el interior del anillo que le dio coinciden con las de una de las mujeres asesinadas, y durante una cena familiar revela su odio por las viudas ricas.
Una noche, cuando el padre de Charlie y su amigo Herbie discuten cómo cometer el asesinato perfecto, el tío Charlie baja la guardia y describe a las viudas ancianas como "animales gordos que respiran con dificultad"; luego dice: "¿Qué les sucede a los animales cuando engordan demasiado y son demasiado viejos?" Horrorizada, Charlie sale corriendo. El tío Charlie la sigue y la lleva a un bar de mala muerte. Admite que es uno de los dos sospechosos. Le suplica ayuda; ella acepta a regañadientes no decir nada, siempre y cuando él se vaya pronto para evitar un enfrentamiento horrible que destruiría a su madre, que idolatra a su hermano menor. El colega mayor de Jack Graham, el detective Fred Saunders, le dice a Charlie que la foto que le tomaron al tío Charlie fue enviada para su identificación por testigos. Se da a conocer la noticia de que un sospechoso alternativo fue perseguido por la policía y asesinado por la hélice de un avión; se supone que fue el asesino.
El tío Charlie está encantado de ser exonerado, pero la joven Charlie conoce todos sus secretos. Pronto cae por unas escaleras peligrosamente empinadas que luego se da cuenta de que fueron cortadas. El tío Charlie dice que quiere establecerse y la joven Charlie dice que lo matará si se queda. Más tarde esa noche, el tío Charlie la empuja para que saque el coche del garaje. El motor se dejó en marcha y el garaje está lleno de gases de escape. Intenta apagar el motor pero la llave no está en el encendido y cuando intenta irse encuentra la puerta del garaje atascada y está atrapada en el garaje. Herbie, el amigo del Sr. Newton, llega y oye a Charlie golpeando la puerta del garaje y la saca a tiempo.
El tío Charlie anuncia que se va a San Francisco junto con una viuda rica, la Sra. Potter. En la estación de tren la joven Charlie sube al tren con su hermana menor Ann y su hermano para ver el compartimiento del tío Charlie. Cuando los niños desembarcan, el tío Charlie retiene a su sobrina Charlie en el tren, con la esperanza de matarla empujándola fuera después de que coja velocidad. Sin embargo, en la lucha subsiguiente, cae frente a un tren que se aproxima. En su funeral, el tío Charlie es honrado por la gente del pueblo. Jack ha regresado y Charlie confiesa que ocultó información crucial. Resuelven mantener en secreto los crímenes del tío Charlie.

## Reparto
- Teresa Wright como Charlotte "Charlie" Newton, una adolescente precoz que inicialmente idolatra a su tío amoroso.
- Joseph Cotten como Charles "Tío Charlie" Oakley
- Macdonald Carey como el detective Jack Graham
- Henry Travers como Joseph Newton, el padre de la joven Charlie, al que le encanta leer historias sobre crímenes.
- Patricia Collinge como Emma Newton, la madre de la joven Charlie y la hermana del tío Charlie.
- Wallace Ford como el detective Fred Saunders
- Hume Cronyn como Herbie Hawkins, un vecino y aficionado a la ficción criminal. Discute ideas para el asesinato perfecto con el padre de Charlie.
- Edna May Wonacott como Ann Newton
- Charles Bates como Roger Newton
- Irving Bacon como jefe de estación
- Clarence Muse como Pullman Porter
- Janet Shaw como Louise Finch
- Estelle Jewell como Catherine
- Shirley Mills como Shirley

### Cameo de Alfred Hitchcock
Como en el resto de sus películas, Alfred Hitctcock realiza una aparición en La sombra de una duda. Allí se lo puede ver, a bordo del tren a Santa Rosa, jugando al bridge con una pareja (Harry y su esposa). Charlie Oakley se encuentra viajando en el mismo tren con el seudónimo de Otis, y fingiendo estar enfermo para no tener que encontrarse con ningún pasajero conocido. La señora Harry quiere ayudarlo, pero su marido no se muestra interesado y continúa jugando al bridge con Hitchcock, quien muestra a la cámara sus cartas, conteniendo la mejor mano posible de acuerdo a las reglas del juego.

## Producción
El proyecto comenzó cuando la jefa del departamento de historias de David Selznick, Margaret McDonell, le dijo a Hitchcock que su esposo Gordon tenía una idea interesante para una novela que ella pensó que sería una buena película. Su idea, llamada "tío Charlie", se basó en la historia real de Earle Nelson, un asesino en serie de finales de la década de 1920 conocido como "el hombre gorila".
Shadow of a Doubt fue filmada y ambientada en Santa Rosa (California), que fue retratada como un modelo de una pequeña y supuestamente pacífica ciudad estadounidense de antes de la guerra. Desde que Thornton Wilder escribió el guion original, la historia se desarrolla en una pequeña ciudad estadounidense, un escenario popular de Wilder, pero con un toque de Hitchcock añadido. En la biografía de Patrick McGilligan de Hitchcock, dijo que la película era quizás la película más estadounidense que Hitchcock había hecho hasta ese momento.
Las escenas iniciales tienen lugar en el distrito central de Newark, Nueva Jersey. El horizonte de la ciudad y puntos de referencia como el Pulaski Skyway se muestran en la toma de apertura. Las tomas de ubicación se usaron para eludir las restricciones de la Junta de Producción de Guerra en tiempos de guerra de un costo máximo de $ 5,000 para la construcción del escenario. 
La casa de la familia Newton está ubicada en 904 McDonald Avenue en Santa Rosa, que todavía está en pie. La estación de tren de piedra en la película fue construida en 1904 para el Northwestern Pacific Railroad y es uno de los pocos edificios comerciales en el centro de Santa Rosa que sobrevivió al terremoto del 18 de abril de 1906 . La estación es actualmente un centro de visitantes. La biblioteca era una Biblioteca Carnegie que fue demolida en 1964 debido a preocupaciones sísmicas.  Algunos de los edificios en el centro de Santa Rosa que se ven en la película fueron dañados o destruidos por terremotos en 1969 ; gran parte del área fue limpiada de escombros y reconstruida en gran parte.
La película fue compuesta por Dimitri Tiomkin, su primera colaboración con Hitchcock (los otros fueron Strangers on a Train , I Confess y Dial M for Murder ). En su partitura, Tiomkin cita el vals de la viuda alegre de Franz Lehár , a menudo en formas algo distorsionadas, como leitmotiv del tío Charlie y sus asesinatos en serie. Durante los créditos de apertura, se escucha el tema del vals junto con una toma prolongada de parejas bailando.

## Recepción
Tras su estreno, la película recibió críticas unánimemente positivas. A Bosley Crowther, crítico de The New York Times, le encantó la película y afirmó que "Hitchcock podría poner la piel de gallina en la pulgada cuadrada de la carne de un cliente más que cualquier otro director de Hollywood". La revista Time calificó la película de "excelente",  mientras que Variety declaró que "Hitchcock graba hábilmente sus personajes de pueblo pequeño y su entorno hogareño".  El periódico comercial del entretenimiento The Film Daily fue otro crítico en 1943 que elogió todos los aspectos de la producción. La publicación predijo una gran " taquilla”Para los teatros que presentan el último trabajo de Hitchcock, aunque en su revisión detallada de Shadow of a Doubt el periódico se refiere erróneamente a la película Suspicion de 1941 del director como" 'Suspense' ":

De todas las películas sorprendentes dirigidas por Alfred Hitchcock-superman de suspenso y misterio-mago de éste se orienta más altamente emoción a las audiencias americanas y verter moneda en las arcas de los cines de EE.UU. .... No hay pistas falsas arrancaron a través el rastro en esta atracción, como fue el caso de su reciente éxito, "Suspense". La historia avanza inflexiblemente hacia un final que el espectador espera más o menos claramente, pero que despierta la esperanza periódica de que los peores temores de Teresa Wright no se harán realidad. ... Los valores de producción bajo Jack H. Skirball son de primer nivel, al igual que la fotografía de Joseph Valentine. No hay sombra de duda sobre el éxito de esta película.

En una entrevista de 1964 en Telescope con Fletcher Markle como presentador; Markle señaló: "Sr. Hitchcock, la mayoría de los críticos siempre han considerado Shadow of a Doubt , que hizo en 1943, como su mejor película". Hitchcock respondió de inmediato: "Yo también". Markle luego preguntó: "¿Esa es tu opinión todavía?" Hitchcock respondió: "Oh, no hay duda". En ese momento, el trabajo más reciente de Hitchcock era Marnie. Cuando más tarde fue entrevistado por François Truffaut, Hitchcock negó la sugerencia de que Shadow of a Doubt fuera su "favorito".  Pero en la entrevista de audio con Truffaut, Hitchcock confirmó que era su película favorita,fue su película favorita en su entrevista con Mike Douglas en 1969 y en su entrevista con Dick Cavett en 1972. La hija de Alfred Hitchcock, Pat Hitchcock, también dijo que la película favorita de su padre era Shadow of a Doubt en el documental de Laurent Bouzereau de 2000 Beyond Doubt: The Realización de la película favorita de Hitchcock .
Hoy en día, la película todavía se considera una obra importante de Hitchcock. El crítico contemporáneo Dave Kehr lo llamó la "primera obra maestra indiscutible" de Hitchcock.  Muchos otros críticos han estado de acuerdo. Basado en 45 reseñas en el sitio web Rotten Tomatoes , la película recibió una calificación de aprobación del 100% , con un promedio ponderado de 9.19 / 10. El consenso del sitio dice: "El primer clásico de Alfred Hitchcock, y su favorito personal, trata sus emociones trepidantes tan hábilmente como sus personajes finamente sombreados".  Cuando los críticos le preguntaron sobre un tema general de la película, Hitchcock respondió: "El amor y el buen orden no son una defensa contra el mal". En su libro Bambi vs.David Mamet la llama la mejor película de Hitchcock. 